# Barbula vardei
Barbula vardei là một loài Rêu trong họ Pottiaceae. Loài này được R.S. Chopra mô tả khoa học đầu tiên năm 1977.